# USS Gar (SS-206)
USS Gar (SS-206) — підводний човен військово-морських сил США типу «Тамбор», котрий взяв участь у бойових діях Другої світової війни.
Човен спорудила компанія General Dynamics Electric Boat на верфі у Гротоні, штат Конектикут.
Після завершення човен певний час використовували у дослідженнях впливу глибинних бомб на субмарину, яка перебуває на перископній глибині. 24 листопада 1941 року «Гар» вирушив з атлантичного узбережжя до Сан-Дієго (Каліфорнія), куди прибув вже через три дні після вступу США у Другу світову війну. Тут він пройшов певні дообладнання на верфі Mare Island Naval Shipyard у Вальєхо, а 15 січня 1942 попрямував до Перл-Гарбору.

## Походи
Всього човен здійснив п'ятнадцять бойових походів.

### 1-й похід
Тривав з 2 лютого до 28 березня 1942-го та завершився поверненням до Перл-Гарбору. «Гар» діяв у районі на схід від Японського архіпелагу та в середині березня за десяток кілометрів на захід від острова Мукуредзіма (острови Ідзу) потопив вантажне судно.

### 2-й похід
19 квітня 1942-го човен вийшов для бойового патрулювання в районі Маршаллових островів. Тут він не зміг досягнути успіху та 8 червня прибув до Фрімантлу на західному узбережжі Австралії.

### 3-й похід
Тривав з 3 липня по 21 серпня 1942-го та завершився поверненням до Фрімантлу. «Гар» діяв у Південнокитайському морі та Сіамській затоці, проте не зміг збільшити свій бойовий рахунок.

### 4-й похід
Тривав з 17 вересня по 7 листопада 1942-го та завершився поверненням до Фрімантлу. Човен діяв у Південнокитайському морі та Сіамській затоці, де не зміг збільшити свій бойовий рахунок, проте виставив 32 міни на підходах до Бангкоку.

### 5-й похід
Тривав з 28 листопада 1942-го по 19 січня 1943-го та завершився поверненням до Фрімантлу. 8 грудня на виході з Макасарської протоки у море Сулавесі «Гар» потопив артилерійським вогнем невелике вантажне судно, а 9 січня у морі Сулавесі за дві з половиною сотні кілометрів на південний схід від острова Таракан торпедував та пошкодив танкер «Ноторо» (буде відбуксирований до Сінгапуру та відремонтований, а у листопаді 1944-го важко пошкоджений при авіанальоті та за два роки по завершенні війни зданий на злам).

### 6-й похід
Тривав з 9 лютого по 2 квітня 1943-го та завершився поверненням до Фрімантлу. «Гар» неодноразово виявляв ворожі судна, проте через дії авіації та протичовнових кораблів не зміг вийти в атаку.

### 7-й похід
23 квітня 1943-го човен вирушив для дій у районі Філіппін. 6 травня за чотири десятки кілометрів на схід від острова Таракан «Гар» потопив невелике судно «Котоку-Мару». У наступні дві доби він знищив артилерійським вогнем два сампани — перший у морі Сулавесі біля узбережжя Борнео, дещо південніше від протоки, котра веде до моря Сула, а другий уже за п'ять сотень кілометрів на північний схід у морі Сулу біля західного узбережжя острова Мінданао. 9 травня за кілька кілометрів від південно-західного узбережжя острова Негрос «Гар» потопив переобладнаний канонерський човен. Далі човен увійшов у внутрішню акваторію Філіппінського архіпелагу та 15 травня в протоці Таблас між островами Міндоро та Мариндуке потопив два вантажопасажирські судна. Вже на зворотному шляху 19 травня на північному вході до Макасарської протоки «Гар» знищив артилерією патрульний катер. Наступного дня так само артилерією човен потопив сампан, а 27 травня прибув до Фрімантлу.

### 8-й похід
Тривав з 18 червня по 23 липня 1943-го та завершився поверненням до Фрімантлу. «Гар» патрулював у морі Флорес та претендував на знищення невеликого вантажного судна, яке після влучання торпеди викинулось на берег, проте за результатами післявоєнних досліджень цей успіх не був зарахований.

### 9-й похід
8 серпня 1943-го човен вирушив із Фрімантлу, а 20 серпня біля узбережжя Борнео на виході з Макасарської протоки в море Сулавесі торпедував і потопив вантажне судно. 13 вересня «Гар» прибув до Перл-Гарбору, звідки вирушив для ремонту на верфі Mare Island Navy Yard (Вальєхо, Каліфорнія).

### 10-й похід
16 грудня 1943 року човен вирушив із Перл-Гарбору до району бойового патрулювання поблизу Палау (важливий транспортний хаб на заході Каролінських островів). У другій половині січня 1944 року «Гар» потопив тут два вантажні судна, а 9 лютого повернувся до Перл-Гарбору.

### 11-й похід
Тривав з 3 березня по 21 квітня 1944 року та завершився поверненням до Перл-Гарбору. «Гар» патрулював у районі Палау перебуваючи в готовності для проведення операцій з порятунку льотчиків, котрі могли бути збиті під час атаки авіаносного з'єднання 29—30 березня. Всього човен підібрав 8 авіаторів, одного лише за 3 км від берега.

### 12-й похід
Тривав з 20 травня по 5 липня 1944 та завершився поверненням до Перл-Гарбору. Човен патрулював в районі островів Бонін, де обстріляв артилерією групу невеликих суден, викликавши пожежу на одному з них.

### 13-й похід
14 серпня 1944 року «Гар» вийшов до Каролінських островів, маючи завдання перебувати в готовності для проведення операцій з порятунку льотчиків в районі острова Яп (готуючись до розпочатої в середині вересня операції проти Палау американська авіація почала завдавати ударів по західній частині Каролінського архіпелагу). З 6 по 8 вересня човен провадив обстріли Япу. 9 жовтня «Гар» прибув до Брисбену на східному узбережжі Австралії.

### 14-й похід
3 листопада 1944 року човен вийшов із Брисбену з завданням доправити вантажі на два острови Філіппінського архіпелагу. 30 листопада «Гар» прибув до острова Міос-Военді (північніше від узбережжя Нової Гвінеї біля острова Біак).

### 15-й похід
4 грудня «Гар» вийшов з Міос-Военді для доставки вантажу на острів Лусон, а 27 грудня прибув до Перл-Гарбору.
Після проходження ремонту на верфі Pearl Harbor Naval Shipyard човен 2 квітня 1945-го вирушив до Маріанських островів, де до початку серпня брав участь у тренуваннях протичовнових кораблів.

## Спеціальні завдання
1 липня 1943-го човен висадив на південне узбережжя острова Тимор групу із диверсантів із 4 осіб.
Під час 9-го походу (серпень 1943-го) «Гар» провів рекогносцирування Тимору.
20 листопада 1944-го човен доправив 5 тонн вантажу на північне узбережжя острова Міндоро (Філіппінський архіпелаг).
23 листопада 1944-го «Гар» висадив 16 осіб та вивантажив 25 тонн вантажів на західному узбережжі острова Лусон. Тут же він прийняв на борт розвідувальні документи.
11 грудня 1944-го човен вивантажив 35 тонн вантажів на західному узбережжі Лусона та прийняв на борт офіцера і розвідувальні документи (карти розташування позицій артилерії, захисних споруд на узбережжі, місця розташування складів палива та боєприпасів).

## Післявоєнна доля
У грудні 1945-го човен вивели в резерв.
У 1948-му «Гар» пройшов капітальний ремонт, після чого пройшов по Міссісіпі та Чиказькому каналу для використання як тренувальний підводний човен 4-го військово-морського округу в Клівленді (Огайо).
11 грудня 1959-го човен продали на злам.

## Бойовий рахунок
| Дата       | Назва       | Тип                               | Тоннаж | Місце             |
| 13.03.1942 | Тітібу Мару | вантажне                          | 1520   | 33°53'N 139°29'E  |
| 08.12.1942 | Хейнан-Мару | вантажне                          | 661    | 0°52'N 118°54'E   |
| 06.05.1943 | Котоку Мару | вантажне                          | 164    | 03°14'N, 117°58'E |
| 09.05.1943 | Асо Мару    | переобладнаний канонерський човен | 703    | 9°9'N 122°50'E    |
| 15.05.1943 | Мейкай Мару | вантажопасажирське                | 3197   | 13°7'N 121°49'E   |
| 15.05.1943 | Індус Мару  | вантажопасажирське                | 4361   | 13°7'N 121°49'E   |
| 19.05.1943 | Асука Мару  | патрульний катер                  | 37     | 01°02'N, 119°08'E |
| 20.08.1943 | Сейзан-Мару | вантажне                          | 955    | 0°58'N 119°1'E    |
| 20.01.1944 | Кою Мару    | вантажне                          | 5325   | 6°40'N 134°17'E   |
| 23.01.1944 | Тайян-Мару  | вантажне                          | 3670   | 5°45'N 134°45'E   |